# Isabel Allende

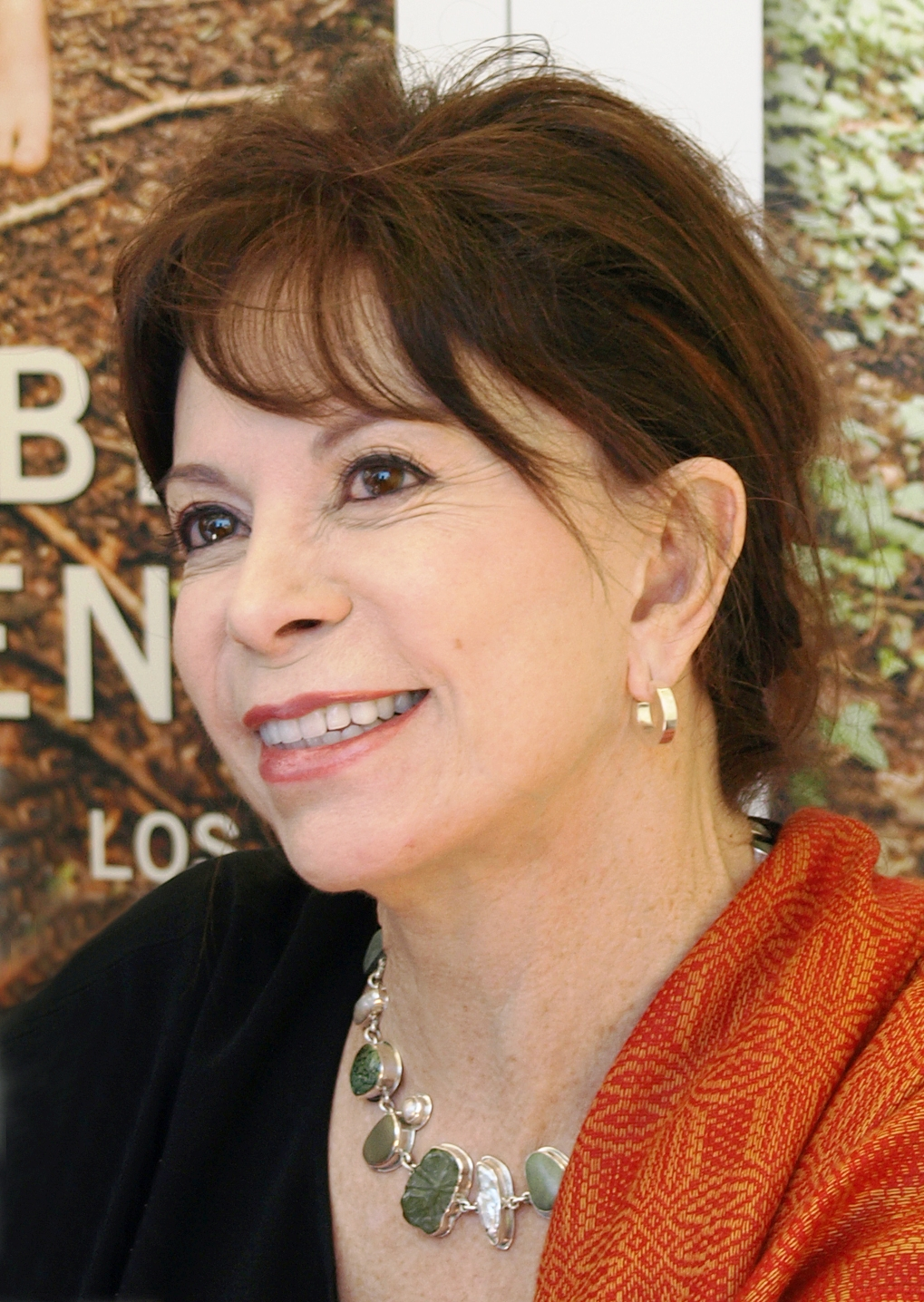
Isabel Allende, Barcelona, 2008

Isabel Allende Llona (ur. 2 sierpnia 1942 w Limie) – chilijska pisarka.

## Życiorys
Allende urodziła się w Limie (Peru) 2 sierpnia 1942 roku. Jej ojciec, Tomás Allende był sekretarzem ambasady Chile w Peru, a kuzyn ojca, Salvador Allende, prezydentem Chile. Jej matką była Francisca Llona Barros. Ojciec przyszłej pisarki opuścił rodzinę, kiedy Allende była jeszcze dzieckiem. Zamieszkała wtedy wraz z matką i rodzeństwem w domu swojej babki. W późniejszych latach odbywała wraz z rodziną podróże do Europy, do Chile wróciła w wieku lat 15. Po skończeniu szkoły pracowała dla Organizacji do spraw Wyżywienia i Rolnictwa. Pisywała też do czasopisma dla kobiet Paula. W 1962 wyszła za mąż za Miguela Fríasa, rok później urodziła się ich córka, Paula, a w 1966 syn Nicolás. W 1972 roku w Santiago wystawiono jej sztukę El embajador. W 1975 roku musiała wyemigrować z Chile, przeniosła się do Wenezueli. Pracowała tam jako nauczycielka i dziennikarka.
W 1981 roku, kiedy Allende dowiedziała się, że jej 99-letni dziadek jest na łożu śmierci, zaczęła pisać do niego list, który później przekształcił się w rękopis książki Dom duchów (1982). Celem tej powieści była chęć uwolnienia się od ducha dyktatury Pinocheta. Książka okazała się wielkim sukcesem, a jej autorkę zaliczono – podobnie jak Gabriela Garcię Márqueza - do nurtu realizmu magicznego. Dom Duchów był pierwszą ekranizowaną powieścią Allende ze znakomitymi rolami Meryl Streep, Jeremiego Ironsa, Antonia Banderasa (w Polsce film rozpowszechniany pt. Dom dusz). 
Książki Allende stały się znane z powodu żywej narracji. Mimo że proza Allende jest często zaliczana do stylu realizmu magicznego, w swoich dziełach często ujmuje elementy post-Boom literatury, a jej styl jako taki nie może być opisany jako czysta forma magicznego realizmu. Allende ma bardzo metodyczny system pracy, według niektórych groźny. Pisze za pomocą komputera, pracuje od poniedziałku do soboty, od 9:00 rano do 19:00. „Zawsze rozpoczyna się 8 stycznia”, jak twierdzi Allende; tradycję tę zapoczątkowała w 1981 roku, zaczynając pisać list do dziadka, który przerodził się w powieść. 
Książka Paula (1995) to wspomnienia z dzieciństwa w Santiago, Chile i kolejnych lat, spędzonych na emigracji. Jest napisana w formie listu do córki Pauli. Paula, chora na porfirię, wadliwie leczona w szpitalu w Hiszpanii, zapadła w śpiączkę. Błąd w podaniu leku spowodował poważne uszkodzenie mózgu. Paula w trwałym stanie wegetatywnym przeniesiona została najpierw do szpitala w Kalifornii, potem do domu matki, gdzie zmarła 6 grudnia 1992 roku. 
Powieści Isabel Allende zostały przetłumaczone na ponad 30 języków i sprzedane w ponad 56 milionach egzemplarzy. Obecnie powstają trzy filmy oparte na jej powieściach - m.in. Afrodyta i Eva Luna. W 2008 roku wydana została jej książka Suma naszych dni - to wspomnienia koncentrujące się na ostatnich latach życia najbliższej rodziny, często adresowane do nieżyjącej córki Pauli. Wiele miejsca poświęca najbliższym, w tym synowi Nicolásowi, drugiemu mężowi Williamowi Gordonowi i wnukom. Powieść Podmorska wyspa, akcja której toczy się w Nowym Orleanie, została opublikowana w 2010 r.
W 1988 Allende wyszła za Amerykanina, prawnika i pisarza Williama Gordona, z którym rozstała się w roku 2015. W 2006 Allende była jedną z sześciu kobiet, reprezentujących sześć kontynentów, które wnosiły flagę olimpijską podczas Zimowych Igrzysk Olimpijskich w Turynie. W 2008 r. Allende otrzymała honorowy stopień doktora nauk humanistycznych San Francisco State University. Jest założycielką Fundacji Isabel Allende, celem której jest „wspieranie programów poświęconych promowaniu i ochronie podstawowych praw kobiet i dzieci”. Zalicza się ją do najpopularniejszych pisarek Ameryki Łacińskiej, a także do grona najpopularniejszych współczesnych pisarzy hiszpańskojęzycznych.

## Twórczość
- Dom duchów (La casa de los espíritus, 1982 – wydanie polskie 1996)
- La gorda de porcelana, 1984
- Miłość i cienie (De amor y de sombra, 1985 – wydanie polskie 1992)
- Ewa Luna (Eva Luna, 1987 – wydanie polskie 1997)
- Opowieści Ewy Luny (Cuentos de Eva Luna, 1989)
- Dos Palabras, 1989
- Niezgłębiony zamysł (El plan infinito,1991)
- Paula (Paula, 1994)
- Afrodyta (Afrodita, 1997)
- Córka fortuny (Hija de la fortuna, 1999 – wydanie polskie 2000),
- Portret w sepii (Retrato en sepia, 2001)
- Miasto bestii (La Ciudad de las Bestias, 2002)
- Mi país inventado (2003)
- Królestwo złotego smoka (El reino del dragón de oro, 2003)
- Las Pigmejów (El bosque de los pigmeos, 2005)
- Zorro (El Zorro: Comienza la leyenda, 2005)
- Inés, pani mej duszy (Inés del alma mía, 2008) – poświęcona życiu Inés Suárez
- Suma naszych dni (La Suma de los Días, 2008)
- Podmorska wyspa (La isla bajo el mar, 2010 – wydanie polskie 2011)
- Dziennik Mai (El cuaderno de Maya, 2011 – wydanie polskie 2013)
- Ripper. Gra o życie (El juego de Ripper, 2014  – wydanie polskie 2014)
- Japoński kochanek (El amante japonés, 2016 – wydanie polskie 2016)
- W samym środku zimy (Mas alla del invierno, 2017 – wydanie polskie 2018)
- Długi płatek morza (Largo pétalo de mar, 2019 – wydanie polskie 2020)